# فهرست بازی‌های ویدئویی آزاد
این فهرستی از بازی‌های ویدئویی متن‌باز قابل توجه است. بازی‌های ویدیویی متن‌باز از نرم‌افزار متن باز، از جمله بازی‌های حوزه عمومی با کد منبع عمومی، جمع‌آوری شده‌اند و خودشان هم هستند. این فهرست همچنین شامل بازی‌هایی است که موتور آنها منبع باز است اما سایر داده‌ها (مانند هنر و موسیقی) تحت مجوز محدودتری هستند.

## موتور و داده‌های آزاد
بازی‌های این جدول تحت یک مجوز آزاد و متن‌باز با محتوای آزاد توسعه داده شده‌اند که امکان استفاده مجدد، اصلاح و توزیع مجدد تجاری کل بازی را فراهم می‌کند. مجوزها می‌توانند مالکیت عمومی، GPL، بی اس دی، کرییتیو کامنز، زدلیب، ام آی تی، Artistic License یا موارد دیگر باشند (مقایسه نرم‌افزار آزاد و متن‌باز و مقایسه مجوزهای نرم‌افزار آزاد و متن باز را ببینید).

## بازی‌های آزاد با داده‌های غیر آزاد
فقط موتورهای بازی در این جدول تحت پروانهٔ آزاد و متن‌باز توسعه یافته‌اند، به این معنی که فقط استفاده مجدد و اصلاح کد مجاز است. از آنجایی که برخی از محتوای بازی‌ها که توسط توسعه‌دهندگان ایجاد می‌شوند (صدا، گرافیک، ویدیو و سایر آثار هنری) اختصاصی یا محدود به استفاده هستند، کلیت بازی‌ها غیر آزاد بوده و استفاده مجدد (بسته به مجوز محتوا) محدود می‌شوند. انگیزه توسعه‌دهندگان برای غیر آزاد نگه داشتن محتوای بازی خود در حین انتشار آزاد و متن‌باز کد ممکن است برای محافظت از بازی به عنوان محصول تجاری قابل فروش باشد. این کار همچنین می‌تواند به منظور جلوگیری از تجاری‌سازی یک محصول آزاد در آینده باشد، به عنوان مثال زمانی که تحت مجوز غیرتجاری مانند اجازه‌نامه کرییتیو کامنز توزیع می‌شود. با جایگزینی محتوای غیر آزاد با محتوای آزاد، این بازی‌ها نیز می‌توانند کاملاً آزاد شوند. در عمل، بسیاری از پروژه‌ها شامل ترکیبی از محتوای آزاد و غیر آزاد هستند.

## بازسازی‌های آزاد با داده‌های غیر آزاد از نسخه اصلی اختصاصی
بازسازی‌های بازی ویدیویی در این جدول تحت یک مجوز آزاد توسعه داده شده‌اند که معمولاً امکان استفاده مجدد، اصلاح و توزیع مجدد تجاری کد را فراهم می‌کند. محتوای بازی مورد نیاز (آثار هنری، داده‌ها و …) از یک بازی تجاری اختصاصی و غیر آزاد گرفته شده‌است تا کل بازی غیر آزاد باشد. همچنین به صفحه بازسازی موتور بازی مراجعه کنید.
| عنوان            | نخستین انتشار | آخرین انتشار | دسته                   | پروانهٔ موتور      | پروانه‌ٔ محتوا | ابعاد   | سایر اطلاعات                                                                            |
| ---------------- | ------------- | ------------ | ---------------------- | ----------------- | --- | ------- | --------------------------------------------------------------------------------------- |
| Arx Libertatis   | ۲۰۱۲          | ۲۰۲۱         | RPG، شبیه‌سازی همه‌جانبه | GPL-3.0 یا بالاتر | اختصاصی. در حالی که Arx Fatalis منبع باز است، بافت‌ها و سایر دارایی‌ها محتوای اختصاصی هستند.                                                  | سه بعدی | بازسازی موتور Arx Fatalis.                                                              |
| Daggerfall Unity | ?             | ۲۰۲۱         | RPG                    | مجوز MIT          | اختصاصی. از محتوای اختصاصی Daggerfall استفاده می‌کند.                                                                                        | سه بعدی | بازسازی موتور The Elder Scrolls II: Daggerfall                                          |
| OpenAge          | ?             | ۲۰۲۱         | RTS                    | GPL-3.0 یا بالاتر | اختصاصی. از محتوای اختصاصی Age of Empires II استفاده می‌کند                                                                                  | ۲ بعدی  | بازسازی موتور برای بازی‌های کلاسیک در فرنچایز Age of Empires، به ویژه Age of Empires II. |
| OpenMW           | ۲۰۰۸          | ۲۰۲۱         | RPG                    | GPL-3.0 یا بالاتر | اختصاصی / CC BY SA (OpenMW Example Suit) | سه بعدی | بازسازی موتور The Elder Scrolls III: Morrowind.                                         |
| OpenRA           | ۲۰۰۹          | ۲۰۲۰         | RTS                    | GPL-3.0 یا بالاتر | اختصاصی. از محتوای اختصاصی نسخه‌های رایگان بازی‌های کلاسیک استفاده می‌کند.                                                                     | ۲ بعدی  | بازسازی موتور برای بازی‌های کلاسیک در فرنچایز Command & Conquer، به ویژه Red Alert.      |
| OpenRCT2         | 2014          | ۲۰۲۱         | شبیه‌سازی               | GPL-3.0 یا بالاتر | اختصاصی. از محتوای اختصاصی Rollercoaster Tycoon 2 و در صورت انتخاب بسته‌های توسعه نیز استفاده می‌کند.                                         | ۲ بعدی  | بازسازی موتور Rollercoaster Tycoon 2                                                    |
| OpenXcom         | 2009          | ۲۰۲۰         | TBТ                    | GPL-3.0 یا بالاتر | اختصاصی. از محتوای اختصاصی X-COM: UFO Defense یا Terror از نسخه‌های Deep بازی‌های کلاسیک استفاده می‌کند که کاربر باید یک کپی از آن داشته باشد. | ۲ بعدی  | بازسازی موتور برای بازی‌های کلاسیک در فرنچایز X-COM، به ویژه X-COM: UFO Defense.         |

## بازی‌های کد موجود
بازی‌های ویدیویی در این جدول صرفا کد موجود هستند و نه نرم‌افزار متن‌باز طبق تعریف پیشگامان متن‌باز  یا نرم‌افزار آزاد بر اساس بنیاد نرم‌افزار آزاد. این بازی‌ها تحت مجوزی با حقوق محدود برای کاربر منتشر می‌شوند، به عنوان مثال فقط حق خواندن و تغییر منبع بازی برای اهداف شخصی یا آموزشی، اما هیچ حق استفاده مجدد در کنار زمینه اصلی بازی اعطا نمی‌شود. مجوزهای مرسوم، اجازه‌نامه کرییتیو کامنز «غیر تجاری» (مانند CC BY-NC-SA)، مجوزهای MAME مانند، یا برخی مجوزهای منبع مشترک هستند.

## بازی‌های توسعه‌یافته اختصاصی که بعداً تحت مجوزهای مختلف منتشر شدند
برای بازی‌هایی که در ابتدا به‌عنوان محصول منبع بسته تجاری اختصاصی توسعه داده شدند، به رده:بازی‌های ویدیویی تجاری با کد منبع آزادانه نیز مراجعه کنید.